# Bénoni Fardel
Bénoni Fardel (Lilla, 9 dicembre 1878 – Guesnain, 18 gennaio 1936) è stato un pallanuotista francese.

## Carriera
Partecipò con i Pupilles de Neptune de Lille#2 al torneo di pallanuoto ai Giochi della II Olimpiade, in rappresentanza della Francia. La squadra francese, dopo aver battuto ai quarti il Berliner Swimming Club, viene travolta dalla rappresentativa inglese, piazzandosi sul terzo gradino del podio.

## Palmarès
- Bronzo ai Giochi olimpici di Parigi 1900